# 레스터 영
레스터 영(Lester Young, 1909년 8월 27일 ~ 1959년 3월 15일)은 미국의 재즈 테너 색소폰 연주가였다.
콜먼 호킨스밖에 없었던 테너 색소폰의 세계에 전혀 다른 스타일로 나타나 모던 테너에 큰 영향을 미친 스윙 중간파의 거인이다. 비브라토가 거의 없으며, 음은 작고 프레이징은 허약한 느낌으로, 처음은 이단시되었으나 그가 창시한 모던 테너가 창시 10여년 후를 기점으로 큰 인기를 얻어 수많은 연주자들이 그의 영향을 받게 되었다. 재즈  사상 많지 않은 참다운 창조자의 한 사람이다.